# Kai Simons

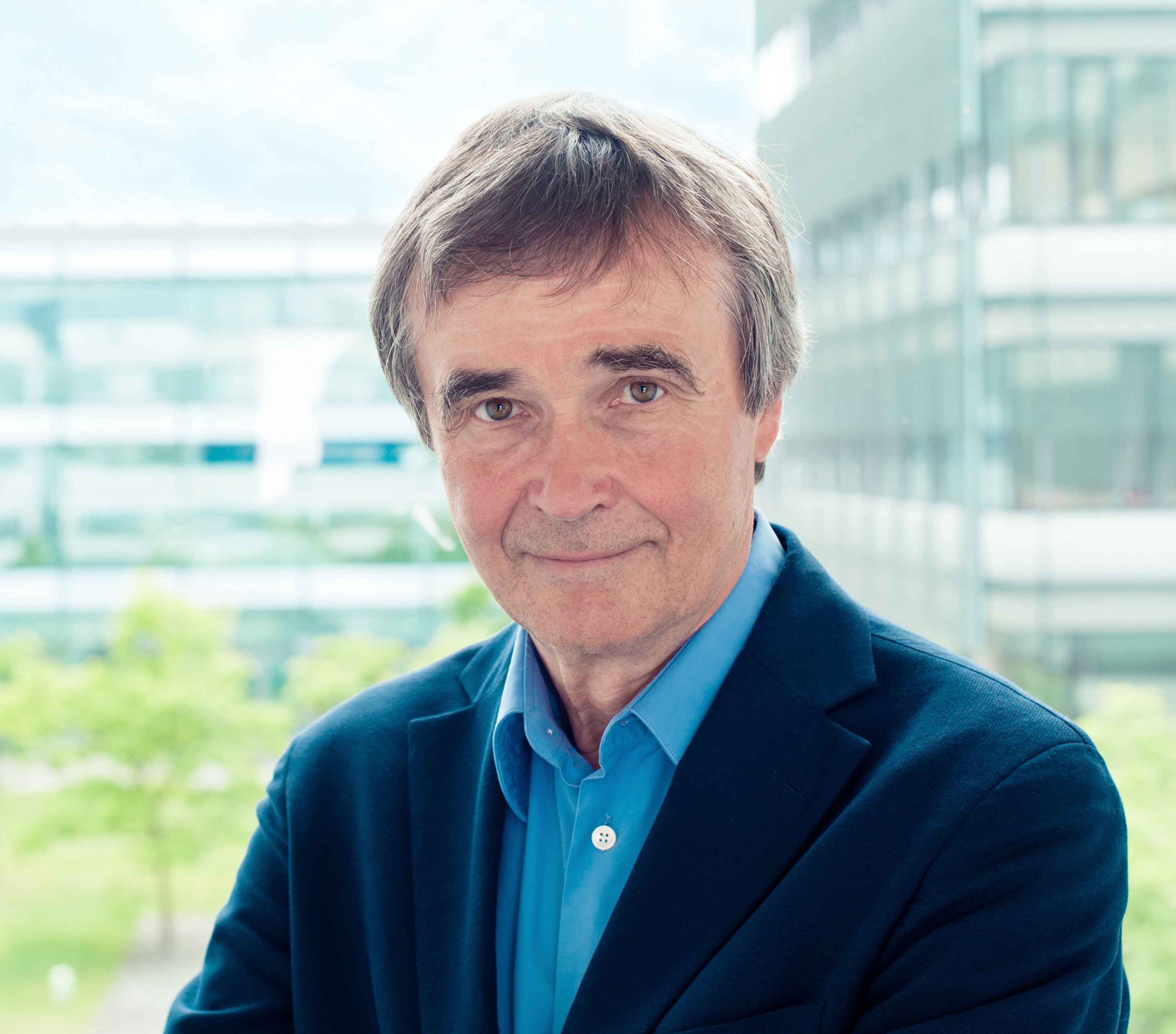
Kai Simons

Kai Simons (ur. 24 maja 1938 w Helsinkach) – fiński profesor biochemii na stałe mieszkający i pracujący w Niemczech. Autor koncepcji raftów lipidowych, twórca pojęcia trans-Golgi network i jego roli w sortowaniu białek i lipidów. Współzałożyciel i współorganizator EMBL (European Molecular Biology Laboratory), ELSO, inicjator założenia Instytutu Molekularnej Biologii Komórki i Genetyki Maxa Plancka w Dreźnie. Dyrektor i współwłaściciel Lipotype GmbH. Autor ponad 350 artykułów naukowych.

## Życiorys
Kai Simons jest synem profesora fizyki. To za jego namową zdecydował się na studia medyczne, chociaż początkowo zamierzał studiować fizykę. Jako student Uniwersytetu Helsińskiego odbył letni staż studencki w sztokholmskim laboratorium profesora Bengta Samuelssona, późniejszego laureata Nagrody Nobla. Pracował nad mechanizmami przyswajania witaminy B12 przez organizm. W latach studenckich, wraz z kolegami, organizował akcję zwalczania tasiemczycy, częstej we wschodnich rejonach kraju, gdzie popularne jest jedzenie surowych ryb.
Po obronie doktoratu w dziedzinie nauk medycznych w 1964 roku, w latach 1966–1967 w ramach stypendium postdoktoranckiego, pracował na Uniwersytecie Rockefellera w Nowym Jorku, badając polimorfizm białek surowiczych. W 1967 wrócił do Helsinek, gdzie objął posadę naukową na uniwersytecie (Finnish Medical Research Council, Wydział Serologii i Bakteriologii), od 1972 roku, będąc kierownikiem grupy, a w latach 1971–1979 profesorem biochemii na wydziale medycznym uniwersytetu. Z początku Simons kontynuował pracę nad białkami surowicy. Później razem z Leevi Kääriäinenem i Ossi Renkonenem stworzył zespół badawczy, do którego dołączył później Ari Helenius – pierwszy doktorant, stażysta post-doktorancki, a później także szwagier Simonsa. Po miesięcznym pobycie w MRC Laboratory for Molecular Biology w Cambridge, zespół zajął się badaniem wirusa Semliki Forest, którego przedstawił Simonsowi Kääriäinenem.
W 1975 roku Kai Simons przyjechał do Heidelbergu i jako kierownik jednej z grup badawczych EMBL, wtenczas pod kierownictwem Johna Kendrew, razem z Ari Heleniusem pomagał rozbudowywać tą placówkę. W latach 1982–1998 był koordynatorem Programu Biologii Komórki. W tym czasie po pierwszy zaprezentował koncepcję raftu lipidowego.
W 1999 roku Simons brał udział w powstawaniu ELSO, którego jest przewodniczącym.
Jako jeden z inicjatorów założenia i budowy Instytutu Molekularnej Biologii Komórki i Genetyki Maxa Plancka w Dreźnie, przeprowadził się do tego miasta i został w roku 2000 (formalnie od 1998, daty rozpoczęcia budowy instytutu) jednym z jego pięciu dyrektorów instytutu i kierownikiem grupy badawczej. Od roku 2006 jest dyrektorem emerytowanym.
W 2012 roku założył firmę biotechnologiczną Lipotype GmbH, której jest dyrektorem.
Kai Simons jest żonaty z Carolą, z którą ma trójkę dzieci: bliźniaki – Mikaela (naukowiec w dziedzinie neurobiologii) i Katję (socjolog, obecnie planowanie urbanistyczne), i najmłodszego z trójki, Matiasa (lekarz).

## Praca
Początkowo Kai Simons działał w dziedzinie biochemii medycznej, jego praca magisterska i doktorancka dotyczyła przyswajania witaminy B12 w przewodzie pokarmowym. Po powrocie ze stypendium kontynuował badania nad witaminą B12 oraz białkami surowicy, ale wkrótce zajął się badaniami wirusa Semliki Forest, ze szczególnym uwzględnieniem jego błony i jej składu lipidowego, a mechanizmu pączkowania i transportu wirusa, jako modelu sekrecji białek i lipidów. W tym okresie Kai Simons prowadził także badania nad zastosowaniem detergentów w biochemii, ze szczególnym uwzględnieniem ich zastosowania do badania błon biologicznych.
Cykl życiowy wirusa, wykorzystywanie przez niego elementów szlaków pęcherzykowych i jego transport na powierzchnię komórki zainfekowanej, zwrócił Simonsa ku studiom nad pęcherzykowymi szlakami transportowymi oraz polaryzacją komórek. Wykorzystując modelowe komórki nabłonkowe – komórki MDCK (ang. Madin-Darby canine kidney, psie komórki nerkowe Madin-Darby'ego), badał transport lipidów, sortowanie białek i ich wpływ na ustanawianie polaryzacji komórek.
Podczas tych studiów opisał rolę systemu trans-Golgi (ang. trans-Golgi network) w sortowaniu białek i lipidów zgodnie z ich przeznaczeniem. W swoich pracach z 1988 roku, razem z Geritem van Meerem, Simons po raz pierwszy postulował hipotezę istnienia w błonie komórkowej mikrodomen lipidowych o składzie odmiennym od statystycznego składu błonu (rafty lipidowe), pełniących w błonie specjalne funkcje. Ta koncepcja, rozwijana przez lata, została bardziej kompleksowo zaprezentowana w 1997 w czasopiśmie "Nature" przez Simonsa i Ikonen, a sama publikacja, stała się jedną z najczęściej cytowanych prac w dziedzinie badań błony komórkowej. Inna praca Simonsa, o udziale raftów lipidowych w transdukcji sygnałów komórkowych, jest drugą najczęściej cytowaną pracą, a sam Simons czwartym najczęściej cytowanym naukowcem z dziedziny przekazywania sygnałów komórkowych. Kai Simons został także wyróżniony przez ISI Web of Knowledge, jako jeden z najczęściej cytowanych naukowców w ogóle.
W kolejnych latach, Simons kontynuował pracę nad udziałem raftów lipidowych, i ogólniej lipidów, w polaryzacji komórek oraz sortowaniu białek. Zainteresował się także udziałem lipidów oraz mechanizmów sortowania białek w chorobach neurodegenracyjnych, w szczególności w chorobie Alzheimera.
Jego dorobek naukowy obejmuje ponad 350 artykułów naukowych, głównie z dziedziny biochemii, organizacji molekularnej komórki, biochemii i fizjologii błony komórkowej. Jego dziesięć najczęściej cytowanych prac zostało zacytowanych (do grudnia 2006 roku) ponad 7200 razy, a 106 najbardziej wpływowych prac, zebranych w bazie Essential Science Indicators, ponad 11 400 razy. W podsumowaniu dorobku z lat 1996-2007 śledzonego do maja 2009 roku, Kai Simons zajmował 12. miejsce na liście najczęściej cytowanych naukowców z dziedziny biologii komórki z 90 artykułami zacytowanymi w sumie 16 299 razy.

## Wyróżnienia, nagrody, członkostwo
Kai Simons został uhonorowany ponad 20 różnymi nagrodami i wyróżnieniami, m.in.:
- 1975 nagroda roczna European Molecular Biology Organisation
- 1978 członkostwo Societas Scientiarum Fennica, Finlandia
- 1984 profesura honorowa Uniwersytetu w Heidelbergu
- 1987 członkostwo Heidelberskiej Akademii Nauk
- 1991 Anders-Jahre-Preis
- 1993 "Carl Zeiss Lecture" Niemieckiego Towarzystwa Biologii Komórki
- 1996 "Dunham Lecturer" Uniwersytet Harvarda
- 1996 Zagraniczne Członkostwo Honorowe Amerykańskiej Akademii Sztuk i Nauk
- 1997 "Nagroda Runeberga", Finlandia
- 1997 członkostwo Academia Europaea
- 1997 członek zagraniczny United States National Academy of Sciences
- 1998 "Choh Hao Li Memorial Lecture" Uniwersytet Kalifornijski w Berkeley
- 1998 doktor honoris causa Uniwersytetu w Oulu
- 1999 członkostwo Niemieckiej Akademii Przyrodników Leopoldina
- 2001 "Medal Schleiden" NAN Lepoldina
- 2001 członkostwo honorowe Niemieckiego Towarzystwa Biologii Komórki
- 2001 "ISI Highly Cited Resarcher"
- 2002 "Hoppe-Seyler Lecture" Towarzystwa Biochemicznego i Biologii Molekularnej w Niemczech
- 2003 "Albert-Wander-Preis" Uniwersytet w Bernie
- 2003 "Nagroda Ayräpää", Finlandia
- 2003 doktor honoris causa Katholieke Universiteit Leuven
- 2004 "Rudolf-Virchow-Medaille" Uniwersytet w Würzburgu
- 2003 "Prix Mondial Nessim Habif" Uniwersytet w Genewie
- 2005 "Medal Laurensa van Deenena" Universität Utrecht
- 2006 "Medal AIVirtanen", Finlandia
- 2006 członkostwo Societas biochemica, biophysica et microbiologica Fenniae, Finlandia
- 2007 Order Zasługi Wolnego Państwa Saksonii
- 2016 Złoty Medal Roberta Kocha[26].

Kai Simons jest także członkiem kilkunastu stowarzyszeń, redaktorem i recenzentem kilku czasopism naukowych (m.in. PNAS). W latach 1997–1999 był pierwszym, wybranym spoza USA, członkiem rady Amerykańskiego Towarzystwa Biologii Komórki. Ponadto jest przewodniczącym ELSO, członkiem EMBO.